# Bollmanella camassia
Bollmanella camassia är en mångfotingart som beskrevs av Shear 1974. Bollmanella camassia ingår i släktet Bollmanella och familjen Conotylidae. Inga underarter finns listade i Catalogue of Life.